# 松角武忠
松角 武忠（まつずみ たけただ、1865年3月7日（慶応元年2月10日） - 1912年（明治45年）4月9日）は、明治時代の銀行家、政治家。俳号に四海庵天禄。

## 経歴
江戸出身。山下省二の男として生まれ松角武重の養子となる。
東京市の水道計画の不備を指摘し、おされて1892年に下谷区会議員となり、のち1895年に東京市会議員、1903年に同府会議員を歴任した。1901年（明治34年）昌平銀行を創立して頭取となった。

## 親族
- 養嗣子 吹田長吉（ドイツ文学者・吹田順助の弟）[8] - 「松角武忠」を襲名し、検事になった[9]。